# The New Fantastic Four
The New Fantastic Four（ザ・ニュー・ファンタスティック・フォー）は、アメリカ合衆国で1978年9月9日から12月16日までNBCで放送されたテレビアニメ。日本では未放送。
マーベル・コミックに登場する同名のチームを中心に描いたこの作品は、1967年にABCで放送されたハンナ・バーベラ・プロダクション制作のアニメ作品『The Fantastic Four』（日本では『宇宙忍者ゴームズ』の題で放送）の続編である。本作ではヒューマン・トーチの代わりにハービーが登場している。これはユニバーサル・スタジオが映画の宣伝のために変えたものだったが、この企画は没となっている。
このシリーズの権利は、ディズニーが2001年より取得している。

## キャスト
ミスター・ファンタスティック
声 - マイク・ロード
インヴィジブル・ウーマン
声 - ジニー・タイラー
ザ・シング
声 - テッド・キャシディ
ハービー
声 - フランク・ウェルカー
ドクター・ドゥーム
声 - ジョン・スティーブン
ナレーター
声 - ディック・タフェルド

## 各話リスト
| 話数 | サブタイトル                        | 脚本                                               | 放送日        |
| ---- | ----------------------------------- | -------------------------------------------------- | ------------- |
| 1    | A Monster Among Us                  | スタン・リー                                       | 1978年 9月9日 |
| 2    | The Menace of Magneto               | スタン・リー                                       | 9月16日       |
| 3    | The Phantom of Film City            | ロイ・トーマス スタン・リー                        | 9月23日       |
| 4    | Medusa and the Inhumans             | スタン・リー                                       | 9月30日       |
| 5    | The Diamond of Doom                 | スタン・リー クリスティ・マークス                  | 10月7日       |
| 6    | The Mole Man                        | スタン・リー                                       | 10月14日      |
| 7    | The Olympics of Space               | ロイ・トーマス                                     | 10月21日      |
| 8    | The Fantastic Four Meet Doctor Doom | スタン・リー                                       | 10月28日      |
| 9    | The Frightful Four                  | スタン・リー ボブ・スティッツェル ボブ・ジョンソン | 11月4日       |
| 10   | Calamity on the Campus              | ロイ・トーマス                                     | 11月11日      |
| 11   | The Impossible Man                  | スタン・リー                                       | 11月18日      |
| 12   | The Final Victory of Doctor Doom    | スタン・リー                                       | 12月9日       |
| 13   | Blastaar, the Living Bomb Burst     | ロイ・トーマス スタン・リー                        | 12月16日      |

## スタッフ
- エグゼグティブ・プロデューサー - リー・ガンサー
- 監督 - ブラッド・ケース
- プロデューサー - デビッド・H・デパティエ、フリッツ・フレレング
- 編集 - デビッド・H・デパティエ・ジュニア、リチャード・ギャノン、リチャード・コーウィン
- 制作 - ディパティエ・フレレング・エンタープライズ、マーベル・コミック・アニメーション

## 制作
デパティエ・フレレング・エンタープライズは当初、1978年のテレビアニメ『Godzilla』（日本未放送）を制作する予定だったが、ハンナ・バーベラが『The New Fantastic Four』を制作することになっていた。しかし、デパティエ=フレレングのリー・ガンサーが『ファンタスティック・フォー』の権利を取得したことで、ハンナ・バーベラが抗議した。このため、NBCが両スタジオ間で合意を仲介し、デパティエ=フレレングが『The New Fantastic Four』を制作し、ハンナ・バーベラが『ゴジラ』を制作することになった。
ユニバーサル・ピクチャーズの幹部であるフランク・プライスは、マーベル・コミックのいくつかのキャラクター（ヒューマン・トーチを含む）をオプション契約していたため、このシリーズにはヒューマン・トーチを登場させることができなかった。 中心的なキャラクターの権利が制約された結果、スタン・リーは、新たなチームメンバーを作ることを決定した。この新キャラクターは、映画『スター・ウォーズ』のR2-D2からインスピレーションを受けたものだった。 デイブ・コックラムは当初このロボットキャラクターのデザインを依頼されたが、ヒューマン・トーチを置き換えるアイデアを嫌っていたため、ゴミ箱やランプに車輪を付けたような酷いデザインを故意に提出した。 その後、ジャック・カービーにデザインの仕事が引き継がれ、ZZ-123という名前の流線型の飛行ロボットがデザインされ、最終的にH.E.R.B.I.E.と改名された。
当初、ハンナ・バーベラでの制作が計画されていた際、ゴールド・キー・コミックスのハンナ・バーベラ路線で執筆していたマーク・エバニアは、会社側がジャック・カービーのスタイルを求めていることを知った。これを受けてエバニアはアニメーション・ディレクターに連絡を取り、カービーがこのプロジェクトに参加可能であると伝えた。カービーはこの作品で仕事をすることを許され、マーベル・コミックはカービーの仕事がマーベルとの契約条件を満たすものとみなすことに同意した。シリーズ制作中、マーベル・コミックス（当時の社長はジェームズ・ガルタン）は、テレビネットワークとの直接取引を行うため、アニメーション会社になるべきだと決定し、デパティ＝フレレングと提携してマーベル・プロダクションを設立した。
一部のエピソードは、スタン・リーとジャック・カービーが手掛けた初期の冒険を直接翻案したものだったが、放送基準や時間制限に従って変更が加えられることがあった。 シリーズに携わった脚本家のロイ・トーマスは、例えば「ザ・シング（Ben Grimm）が人間や獣、怪物を殴ることが許されない」というような制約について語っている。 また、銃火器の描写も厳しく禁止されており、トーマスは「スター・トレック（宇宙大作戦）」のフェイザーに似た武器を使用するシナリオを作ったが、テレビ局から「どのような銃も認められない」と指摘され使え仲った。
スタン・リーはマーガレット・ロエシュ（Margaret Loesch）に送った個人的な書簡の中で、番組の質に不満を示し、第2シーズンでは変更を加える意向を示唆した。 しかし、ザ・シング役の俳優 テッド・キャシディの死去に加え、NBCの当時の社長フレッド・シルバーマンが番組を嫌い、質が低いと見なしてテレビ局から外したため、第2シーズンは制作されなくなった。